# BERYTAR
BERYTAR es un sistema de cable de telecomunicaciones submarino en el Mar Mediterráneo que une Siria y El Líbano.
Tiene puntos de amarre en:
1. Tartús, Siria
2. Beirut, Líbano

Tiene una capacidad de transmisión de diseño de 5 Gbit/s y una longitud total de cable de 134 km. Comenzó a funcionar el 7 de abril de 1997.